# Ли Баоцзя
Ли Баоцзя́ (кит. трад. 李寶嘉, упр. 李宝嘉, пиньинь Lǐ Bǎojiā, 1867 — 1906) — китайский журналист и писатель времен упадка империи Цин.

## Биография
Происходил из семьи среднего достатка. Родился в уезде Уцзинь провинции Цзянсу. Рано потерял отца, воспитывался дядей. Смог успешно сдать местные экзамены. В 1892 году ушел в отставку с государственной службы и перебрался в Шанхай. Здесь увлекся журналистикой. С 1897 издавал газеты «Чжинаньбао» («Путеводитель») и «Фаньхуабао» («Расцвет»), где печатались его очерки и эссе
В 1901 году он делает попытку сдать императорский экзамен, но неудачно. После этого уделяет внимание журналистике и литературной деятельности. С 1903 по 1906 Ли Боацзя был главным редактором журнала «Иллюстрированная проза». В 1903 году откликнулся на события восстания Ихэтуаней. В 1906 году умирает из-за болезни легких.

## Творчество
Из многочисленных прозаических произведений Ли Баоцзя наиболее известны его романы «Наше чиновничество» и «Краткая история цивилизации». В первом показана жизнь многих слоев современного китайского общества, прежде всего, самого влиятельного — чиновного сословия. Изображение деятельности чиновников в различных административных сферах (уездные и областные ямини, судебные управы, экзаменационные палаты), а также их быта позволило писателю создать многоплановую картину общественного строя, показать основы государственного механизма.
Творчеству Ли Баоцзя свойственна четко выраженная сатирическая тенденция, критика общественных пороков. Эта черта проявляется в других произведениях автора, хотя в них критическое изображение дается несколько в другом плане. В «Краткой истории цивилизации» автор поднял новую для литературы тему взаимоотношений китайского чиновничества с иностранцами. В многочисленных эпизодах романа, где фигурируют персонажи-чиновники, автор показал безразличие правящей элиты национальных интересов. Читатель видел связь этих персонажей с реальными историческими деятелями, которые наживались на народных бедствиях.